# Camelus ferus
Il cammello selvatico (Camelus ferus Przhevalsky, 1878) è un mammifero della famiglia dei Camelidi. È stato a lungo considerato una sottospecie del cammello domestico e solo dal 2004 distinto come una specie a sé stante.

## Storia
Sconosciuto in Occidente, è stato descritto per la prima volta dall'esploratore russo Nikolaj Michajlovič Prževal'skij nel 1878 che l'aveva osservato durante una spedizione dell'anno precedente. Prževal'skij ritenne che il cammello selvatico fosse il progenitore del cammello domestico e gli attribuì il nome scientifico trinomiale Camelus bactrianus ferus. In seguito, fu anche ipotizzato che fosse avvenuto il contrario, ovvero che il cammello selvatico si fosse originato dal rinselvatichimento del cammello domestico.
Studi sul genoma mitocondriale suggeriscono che l'ultima progenitrice comune tra la popolazione dei cammelli selvatici e quella dei cammelli domestici sia vissuta tra 0,7 e 1,1 milioni di anni fa, mentre studi sul DNA del cromosoma Y indicherebbero che circa 27 000 anni fa sia vissuto l'ultimo comune progenitore maschile. Da allora le due popolazioni non avrebbero avuto altri contatti. Ciò giustificherebbe le differenze morfologiche che si osservano e, secondo alcuni, la necessità di riconoscere l'appartenenza a due specie distinte.

## Descrizione
Il cammello selvatico ha limitati tratti distintivi rispetto al comune cammello domestico. Per quel che riguarda l'aspetto, i cammelli selvatici sono più piccoli, hanno una struttura scheletrica più leggera, pelo più corto, più rado e più chiaro, e gobbe di dimensioni sensibilmente inferiori, di forma conica, con estremità appuntita anziché arrotondata.

## Areale e habitat
Il cammello selvatico è presente solo in alcune aree dello Xinjiang, in Cina, e della Mongolia. La specie presenta oggi una distribuzione disgiunta, sebbene ancora nel 1877 il suo areale fosse contiguo. Ad ogni modo, anche allora esso ricopriva solo una parte di quello precedentemente occupato dalla specie, che si estendeva dal Kazakistan alla grande ansa del fiume Giallo.
Il cammello selvatico predilige distese pianeggianti e collinari aride, con acqua scarsa e vegetazione stentata, cibandosi prevalentemente di arbusti.

## Comportamento
La necessità di cercare acqua e cibo in zone desertiche porta il cammello a percorrere grandi distanze ai piedi dei Monti Altaj e del Tien Shan, dove può trovare delle sorgenti o ingerire della neve in inverno. I cammelli si muovo in branchi, guidati da un maschio dominante e che possono raggiungere un trentina di esemplari, sebbene solitamente si compongano di 6-20 membri, in funzione della disponibilità di cibo. La densità della popolazione è piuttosto bassa, pari a 5 individui per km2. I branchi possono raggrupparsi nei luoghi in cui l'acqua è disponibile.
La vita di un cammello è di circa 40 anni. La stagione degli amori si verifica in inverno, in coincidenza con la stagione delle piogge. Le femmine hanno il primo cucciolo a 5 anni, e poi ogni due anni. Giovani maschi sono visti anche in solitaria.

## Conservazione
La popolazione di cammelli selvatici è stata stimata in meno di 500 esemplari negli anni ottanta, meno di 1 500 nel 1997 e in 950 esemplari nel 2003. Il decremento rilevato ha portato l'Unione internazionale per la conservazione della natura (IUCN) a classificare nel 2002 il cammello selvatico come specie in pericolo critico. A tutela del cammello selvatico sono state istituite nel 1982 l'Area rigorosamente protetta del Grande Gobi A in Mongolia e nel 2000 la Riserva naturale nazionale del cammello selvatico del Lop Nur in Cina.
Il declino del cammello selvatico potrebbe essere stato determinato da attività di bracconaggio a scopo alimentare da parte delle popolazioni autoctone. Il lupo, invece, è l'unico predatore naturale presente nell'area, sebbene anche l'introduzione di cammelli addomesticati e capre abbia determinato una diminuzione del cibo disponibile per i cammelli selvatici.